# 푸신향

푸신 향의 위치

푸신향(한국어: 포심향, 중국어: 埔心鄉, 병음: Pǔxīn Xiāng)은 중화민국 장화 현의 향이다. 넓이는 20.9526km2이고, 인구는 2015년 8월 기준으로 34,850명이다.

## 지리
장화 현의 중부에 위치하고 지세는 평탄하며 장화 평원의 일부이다.